# Сер-Морлаас
Сер-Морлаа́с (фр. Serres-Morlaàs) — коммуна во Франции, находится в регионе Аквитания. Департамент — Атлантические Пиренеи. Входит в состав кантона Пе-де-Морлаас и дю Монтанерес. Округ коммуны — По.
Код INSEE коммуны — 64520.

## География
Коммуна расположена приблизительно в 650 км к югу от Парижа, в 170 км южнее Бордо, в 10 км к востоку от По.

### Климат
Климат тёплый океанический. Зима мягкая, средняя температура января — от +5°С до +13°С, температуры ниже −10 °C бывают редко. Снег выпадает около 15 дней в году с ноября по апрель. Максимальная температура летом порядка 20-30 °C, выше 35 °C бывает очень редко. Количество осадков высокое, порядка 1100 мм в год. Характерна безветренная погода, сильные ветры очень редки.

## Население
Население коммуны на 2010 год составляло 707 человек.
| 1962 | 1968 | 1975 | 1982 | 1990 | 1999 | 2010 |
| ---- | ---- | ---- | ---- | ---- | ---- | ---- |
| 222  | 282  | 382  | 525  | 554  | 634  | 707  |

## Администрация
| Период | Период | Фамилия        | Партия | Примечания |
| ------ | ------ | -------------- | ------ | ---------- |
| 1995   | 2008   | Поль Кера      |        |            |
| 2008   | 2020   | Стефан Педебуа |        |            |

## Экономика
В 2010 году среди 437 человек трудоспособного возраста (15-64 лет) 324 были экономически активными, 113 — неактивными (показатель активности — 74,1 %, в 1999 году было 65,4 %). Из 324 активных жителей работали 300 человек (158 мужчин и 142 женщины), безработных было 24 (16 мужчин и 8 женщин). Среди 113 неактивных 41 человек были учениками или студентами, 51 — пенсионерами, 21 были неактивными по другим причинам.

## Достопримечательности
- Церковь Св. Мартина (XIX век)[4]

## Фотогалерея
- Церковь Св. Мартина
- Мэрия
- Военный мемориал
- Развлекательный центр